# Wapen van Vaticaanstad
Het wapen van Vaticaanstad bestaat uit een rood schild, met twee gekruiste sleutels gekroond met een pauselijke tiara. De sleutels zijn van zilver (wit) en goud (geel), ze stellen de sleutels van Sint Pieter voor waarop het Vaticaan zijn macht vandaan haalt. De kleuren zilver en goud "vloeken" volgens de regels van de heraldiek, het is alleen voorbehouden aan de Paus (hoogste middeleeuwse instantie) om zowel goud als zilver op het wapen te dragen.
Het wapen mag alleen worden gevoerd door een Paus (die ook een eigen wapen heeft), de Romeinse Curie en Vaticaanstad. De tiara bestaat uit drie kronen en zijn drie machten voorstellen; Koning der Koningen, Keizer der Keizers, heerser van de Aarde.
(Accipe thiaram tribus coronis ornatam, et scias te esse Patrem Principum et Regum, Rectorem Orbis, in terra Vicarium Salvatoris Nostri Jesu Christi, cui est honor et gloria in sæcula sæculorum. )
De Heilige Stoel heeft een wapen dat sterk lijkt op het wapen van Vaticaanstad, maar met de zilveren en gouden sleutel omgewisseld.

## Galerie

Embleem van de Heilige Stoel (de paus)
Het wapen van Vaticaanstad

Albanië · Andorra · Azerbeidzjan · België · Bosnië en Herzegovina · Bulgarije · Denemarken · Duitsland · Estland · Finland · Frankrijk · Georgië · Griekenland · Hongarije · Ierland · IJsland · Italië · Kosovo · Kroatië · Letland · Liechtenstein · Litouwen · Luxemburg · Malta · Moldavië · Monaco · Montenegro · Nederland · Noord-Macedonië · Noorwegen · Oekraïne · Oostenrijk · Polen · Portugal · Roemenië · Rusland · San Marino · Servië · Slovenië · Slowakije · Spanje · Transnistrië · Tsjechië · Turkije · Vaticaanstad · Verenigd Koninkrijk · Wit-Rusland · Zweden · Zwitserland

Afhankelijke gebieden: Åland · Faeröer · Gibraltar · Guernsey · Jersey · Man

Betwiste gebieden: Abchazië · Adzjarië